# Rio Indigirka
O rio Indigirka ou Indiguirka (em russo:  Индигирка) é um rio do nordeste da Sibéria, na Rússia, com 1726 km de comprimento contando com o seu afluente Khastakh. Tem uma bacia de cerca de 360000 km² de área, na républica de Sakha. Desagua no mar da Sibéria Oriental, Oceano Árctico. É o rio que banha a conhecida localidade de Oymyakon, o sítio mais frio permanentemente habitado.
Os seus afluentes principais são, além do Khastakh, o Selenniakh, o Ouiandina, o Allaïkha, o Berelekh, o Moma, o Badiarikha, o Nera, o Badiarikha e o Elguine.
O Indigirka atravessa uma região onde domina a taiga que vai sendo substituída por tundra florestada à medida que se aproxima da costa siberiana.